# 闸河
闸河，又称北股河，位于江苏省西北部和安徽省北部，是萧濉新河左岸支流，清代因其于徐州铜山县黄河南岸泄减石闸之水而称闸河。今闸河源自江苏省徐州市铜山区西南黄河故道南侧，向南流经安徽萧县东南部，淮北市东部地区，最后于淮北市与宿州市交界处的王闸口汇入萧濉新河。全长72.36公里，流域面积305.8平方公里。途纳倒流河、山河沟、姬沟和濉符大沟等支流。